# لو زهنغ
لو زهنغ (بالصينية: 吕征) هو لاعب كرة قدم صيني، ولد في 25 فبراير 1985 في بكين في الصين. شارك مع منتخب الصين تحت 23 سنة لكرة القدم ومنتخب الصين لكرة القدم. أما مع النوادي، فقد لعب مع شاندونغ لونينغ وشانغهاي غرينلاند شينهوا.

## وصلات خارجية
- لو زهنغ على موقع قاعدة بيانات كرة القدم.إي يو (الإنجليزية)
- لو زهنغ على موقع ناشيونال فوتبول تيمز (الإنجليزية)
- لو زهنغ على موقع Soccerway.com (الإنجليزية)